# William Stapleton
Pour les articles homonymes, voir Stapleton.
Le lieutenant-colonel William Stapleton est un officier militaire, administrateur colonial et planteur esclavagiste britannique d'origine irlandaise. Il fut gouverneur de la colonie de Montserrat dans les Antilles de 1671 à 1672, puis gouverneur général des îles sous le vent de 1672 à 1686. Installé à Niévès, il fut l'un des promoteurs des plantations de canne à sucre dans ces îles, où il a fondé une dynastie et a établi la première fédération dans les Antilles britanniques dans les années 1670. À la même époque, les gouverneurs de la Barbade, Nathaniel Johnson et Christopher Codrington développent l'économie sucrière.
Depuis les années 1630, Montserrat accueille les Irlandais qui ont été refoulés dans les autres îles en raison des conflits religieux, principalement l'île de Saint-Christophe.

## Biographie

### Une famille de militaires fidèles à la monarchie Stuart
C'est l'un des cavaliers de la dynastie catholique Stuart de Charles II, à qui est fidèle sa famille, qui détenait des terres en Irlande dans le comté de Tipperary, confisquées après la guerre civile, et l'arrivée au pouvoir en 1649 d'Oliver Cromwell. Il doit fuir en France et en Espagne, où il fait partie des premiers jacobites, appelé aussi les oies sauvages, ou encore « soldats de fortune ». Il revient en Angleterre après la restauration de la monarchie Stuart en 1660.
Impliqué dans une affaire de meurtre, il obtient un pardon royal à condition de s'exiler à la Barbade, tenue par une importante communauté jacobite. Lors de la guerre contre la France de 1666-1667, il est fait prisonnier puis libéré lors de l'armistice. Ses talents de négociateur sont récompensées en 1668 par un poste de vice-gouverneur dans la colonie de Montserrat, où une ville à son nom est créé afin de concurrencer celle créée par le clan Brisket. Militaire réputé, il installe des plantations en plusieurs endroits, transmises à son frère Edmund.
À Niévès, il épousé Anne Russel, la fille du gouverneur, le colonel Randolph Russel, à qui il succède en 1672. Il obtient un titre de baronnet en 1679 et installe une Assemblée générale de la colonie des îles sous le vent, dont il devient gouverneur. Localisée dans un bâtiment de rue Kitts, à Niévès, cette fédération est séparée du gouvernement de la Barbade. Il est lié aussi aux familles de planteurs d'Antigua, les Warners et les Kaynells, et multiplie les investissements immobiliers aux Antilles comme en Angleterre. À Montserrat, île irlandaise, les frères Blake, négociants, assurent la liaison avec la communauté de Galway.

### Le gouverneur-planteur reprend en main les flibustiers
En 1678, la population des quatre îles sous le vent se limite encore à 18 000 personnes, dont une grande majorité de Blancs. Un siècle plus tard, les esclaves noirs seront douze fois plus nombreux. Sir William Stapleton est chargé de compléter la politique de reprise en main des flibustiers initiée par Thomas Lynch, gouverneur de la colonie de Jamaïque. En 1672, il lance une expédition contre l'île de la Tortue. En 1684, il reprend en main le pirate Bartholomew Sharp, qui s'était rendu fameux par son expédition en mer du Sud. En 1682, il écrit à la Métropole que « nombre d'aventuriers venus de Londres où d'ailleurs ont converti leurs biens pour acheter des plantations et que les bateaux repartent pleins » de sucre.
Revenu en 1684 en Angleterre, il décède en 1686. Ses fils James et William, fait aussi baronnets, lui succèdent au poste de gouverneur. La famille détient 183 esclaves sur deux plantations de sucre. Après la Glorieuse Révolution de 1688, son neveu Jean Stapleton, fils d'Edmund, qui lui a succédé à Montserrat, s'installe, après un passage par Cork, à Saint-Domingue où il meurt en 1698, laissant une veuve qui se fait naturaliser française et réalise des acquisitions à Nantes en 1701. C'est le début d'une dynastie de planteurs de Saint-Domingue et d'armateurs nantais, très liée à d'autres familles jacobites irlandaises de la ville, comme celle d'Antoine Walsh, également originaire de l'ouest de l'Irlande, ou celle des O'Shiell, dont les filles ont épousé des Walsh et des Stapleton.

### Le premier gouverneur de la fédération des îles sous le vent
La fédération de Stapleton fut en activité du 1674 à 1685 quand Stapleton était gouverneur. L'Assemblée générale s'est ensuite réunie régulièrement jusqu'en 1711, mais la Glorieuse Révolution de 1688 modifie la politique de Londres par rapport aux Antilles.
Ensuite, au XVIIIe chaque île garde son Assemblée, pour édicter ses propres lois, mais elles continuent à partager un gouverneur et un procureur général. Bien qu'impopulaire, la fédération de Stapleton n'a jamais a été vraiment dissoute mais simplement remplacée par d'autres arrangements constitutionnels.